# Сапоте Лагуна
Сапоте Лагуна (англ. Sapote Lagoon) — природне, тропічне та стічне озеро в окрузі Коросаль, що в Белізі. Довжина до 2 км, а ширина до 2 км, і розкинуло свої плеса на висоті до 10 метрів. Знаходиться в середині країни на межі Белізу та Мексики, поруч річки Ріо-Ондо (Río Hondo), в яку, через струмки-канали, переливається озеро.
Довкола озера лісові зарослі тропічного лісу та сільськогосподарські угіддя. Найближчі поселення: Сан-Нарцісо (San Narciso) і Луїсвілл (Louisville) — в 2 кілометрах на схід.